# Крісті Лі
Крісті Лі (англ. Christie Lee; нар. 16 вересня 1984, Садбері, Онтаріо) — канадська порноакторка.

## Біографія
Потрапила в порноіндустрію в 2002 році. Знімалася для таких порнокомпаній, як Vivid Entertainment, Hustler, Anabolic, Sin City, Evil Angel і New Sensations. Встигла отримати кілька акторських номінацій, проте в 2006 році пішла з порноіндустрії, щоб допомагати доглядати за своєю сестрою, у якої був виявлений рак.
За даними на 2020 рік Крісті Лі знялася в 267 порнофільмах.

## Премії та номінації
- 2004 номінація на XRCO Award — Teen Cream Dream[5]
- 2005 AVN Award — Найкраща парна сцена сексу (відео) (Young As They Cum 14 — номінована з Джуліан)
- 2005 номінація на AVN Award — Найкраща нова старлетка[6]
- 2007 номінація на AVN Award — Найкраща сцена анального сексу (відео) (Elastic Assholes 4 — номінована, разом з Шоном Майклсом)[7]

## Часткова фільмографія
- Just Over Eighteen 9 (2003)
- Feeding Frenzy 4 (2004)
- Goo Girls 15 (2004)
- Teenage Spermaholics 3 (2005)
- A2M 9 (2006)
- Service Animals 23 (2006)